# Bolton Castle
Bolton Castle er en borg i Wensleydale, Yorkshire, England. Den nærliggende landsby, Castle Bolton, har sit navn efter borgen, der blev opført af Richard Scrope, 1. Baron Scrope af Bolton fra 1378-1399.
Den blev beskadiget ved kampe under den engelske borgerkrig, og blev ødelagt for at den ikke kunne bruges militært i slutningen af krigen. En stor del af borgen er dog bevaret. Den er aldrig blevet solgt, og er derfor stadig i Scrope-familiens eje.
Borgen er en listed building af første grad og et Scheduled Ancient Monument.